# 김나희 (배구 선수)
김나희 (1989년 2월 17일 ~ )는 대한민국의 배구 선수이다. 포지션은 센터이며, V-리그 여자부 인천 흥국생명 핑크스파이더스에서 뛰고 있다. 개명 전 이름은 김혜진이다.

## 내력
중학교 2학년 때 키가 갑자기 크기 시작하여 배구를 시작하였다. 2007년 1라운드 5순위로 인천 흥국생명 핑크스파이더스에 입단하며 프로에 데뷔하였다. 포지션은 센터이다. 프로입단 동기로는 양효진, 하준임, 배유나가 있다. 김나희는 센터로서 작은 키(180cm)이지만 현재 V-리그에서 뛰고있는 선수들 중 가장 빠른 이동공격과 속공을 구사하며 2011년 여자 배구 월드컵 국가대표로도 활동했다. 2012-13 V-리그 올스타 팬투표 1위를 하였다.
V-리그 10주년 기념 페스티벌에서 레이디스 코드와 함께 춤을 추었다. 2016년에는 '혜진'에서 '나희'로 개명하였다.

## 국가대표팀
- 2011 FIVB 배구 월드그랑프리
- 2011 FIVB 여자배구 월드컵
- 2011 아시아여자배구선수권

## 수상
- V-리그 올스타전 세레머니상: 2011, 2013
- V-리그 페어플레이상: 2014